# Elias Ambühl
Elias Ambühl (* 26. März 1992 in Masein) ist ein Schweizer Freestyle-Skier. Er startete in den Freestyledisziplinen Slopestyle und Big Air.

## Werdegang
Ambühl nahm seit 2009 an Wettbewerben der AFP World Tour teil. Dabei holte er im Januar 2009 im Slopestyle bei den Austrian Freeski Open in Mayrhofen seinen ersten Sieg. Zu Beginn der Saison 2009/10 belegte er beim freestyle.ch in Zürich den zweiten Platz im Big Air. Im weiteren Saisonverlauf kam er im Big Air bei der Winter Dew Tour am Mount Snow und beim Jon Olsson Invitational in Åre auf den dritten Rang und beim Barcelona Big Air auf den zweiten Rang. Bei den Winter-X-Games 2010 in Aspen gewann er die Bronzemedaille im Big Air. In der Saison 2010/11 siegte er im Big Air beim Budapest Fridge Festival, im Big Air bei den European Freeski Open in Laax und im Slopestyle beim Jon Olsson Invitational in Åre. Ebenfalls in der Saison kam er im Big Air bei King of Style in Stockholm, im Slopestyle bei der Winter Dew Tour in Killington, bei den Austrian Freeski Open in Kaprun und im Big Air beim Frostgun Invitational in Val Thorens auf den zweiten Rang. Bei den Freestyle-Skiing-Weltmeisterschaften 2011 in Park City belegte er den 12. Platz im Slopestyle. In der folgenden Saison siegte er im Big Air beim freestyle.ch in Zürich, beim Fridge Festival in Budapest und beim King of Style in Stockholm. Sein Debüt im Weltcup hatte er im Januar 2013 in Copper Mountain, welches er auf dem 46. Rang im Slopestyle beendete. Im selben Monat gewann er bei den Winter-X-Games 2013 in Aspen die Bronzemedaille im Big Air. Bei den Freestyle-Skiing-Weltmeisterschaften 2013 in Voss errang er den 43. Platz im Slopestyle. Zu Beginn der Saison 2013/14 belegte er im Big Air beim Fridge Festival in Wien den dritten Platz.  Bei seiner ersten Olympiateilnahme 2014 in Sotschi erreichte er den 22. Platz im erstmals ausgetragenen Slopestyle-Wettbewerb. In der Saison 2014/15 siegte er im Big Air beim Toyota One Hit Wonder in Thredbo, beim Frostgun Invitational in Val-d’Isère und im Slopestyle bei der SFR Freestyle Tour in Vars. Bei den Winter-X-Games 2015 in Aspen holte er Bronze im Big Air. Zum Saisonende errang er den dritten Platz im Big Air bei den AFP World Tour Finals in Whistler und erreichte damit den zweiten Platz in der Wertung des AFP World Tour Big Air. Bei den Winter-X-Games 2016 in Aspen gewann er wie im Vorjahr die Bronzemedaille im Big Air. Im folgenden Jahr errang er jeweils im Big Air bei den Winter-X-Games 2017 den 12. Platz und bei den X-Games Norway 2017 in Hafjell den fünften Platz. In der Saison 2017/18 kam er mit drei Top-Zehn-Platzierungen, darunter Platz eins im Big Air in Mailand, auf den 19. Platz im Gesamtweltcup und auf den zweiten Rang im Big-Air-Weltcup. Bei den Olympischen Winterspielen 2018 in Pyeongchang wurde er Neunter im Slopestyle.

## Erfolge
Saison 2008/09
- 1. Platz Austrian Freeski Open in Mayrhofen, Slopestyle

Saison 2009/10
- 2. Platz freestyle.ch in Zürich, Big Air
- 2. Platz Barcelona Big Air
- 3. Platz Winter Dew Tour am Mount Snow, Big Air
- 3. Platz Winter-X-Games 2010 in Aspen, Big Air
- 3. Platz Jon Olsson Invitational in Åre, Big Air

Saison 2010/11
- 1. Platz Fridge Festival in Budapest, Big Air
- 1. Platz European Freeski Open in Laax, Slopestyle
- 1. Platz Jon Olsson Invitational in Åre, Big Air
- 2. Platz freestyle.ch in Zürich, Big Air
- 2. Platz King of Style in Stockholm, Big Air
- 2. Platz Frostgun Invitational in Val Thorens, Big Air
- 2. Platz Winter Dew Tour in Killington, Slopestyle
- 2. Platz Austrian Freeski Open in Kaprun, Slopestyle

Saison 2011/12
- 1. Platz freestyle.ch in Zürich, Big Air
- 1. Platz Fridge Festival in Budapest, Big Air
- 1. Platz King of Style in Stockholm, Big Air

Saison 2012/13
- 3. Platz Winter-X-Games 2013 in Aspen, Big Air

Saison 2013/14
- 3. Platz Fridge Festival in Wien, Slopestyle

Saison 2014/15
- 1. Platz Toyota One Hit Wonder in Thredbo, Big Air
- 1. Platz Frostgun Invitational in Val-d’Isère, Big Air
- 1. Platz SFR Freestyle Tour in Vars, Slopestyle
- 3. Platz Winter-X-Games 2015 in Aspen, Big Air
- 3. Platz AFP World Tour Finals in Whistler, Big Air
- 3. Platz AFP World Tour Big Air Wertung

Saison 2015/16
- 3. Platz Winter-X-Games 2016 in Aspen, Big Air

Saison 2017/18
- 1. Platz Freestyle-Skiing-Weltcup in Mailand, Big Air
- 2. Platz Big Air Weltcup

## Weltrekord im Rückwärts-Skifahren
Am 27. Februar 2017 erzielte Elias Ambühl in Arosa einen neuen Geschwindigkeits-Weltrekord im Rückwärts-Skifahren. Ambühl erreichte im Training zur witterungsbedingt abgesagten Rekordfahrt 131,23 km/h auf der Piste vom Weisshorn Richtung Carmennahütte. Er übertraf damit den Rekord des Norwegers Anders Backe, der 2012 mit 128,7 km/h rückwärts eine Skisprungschanze hinuntergefahren war.